# Червонец тетис
Червонец тетис (лат. Lycaena thetis) — дневная бабочка из семейства голубянок.

## Этимология названия
Thetis (латинский язык) — Фетида, богиня моря, дочь Нерея, жена Пелея, мать Ахилла.

## Описание
Верхняя сторона крыльев самцов оранжевая.  Нижняя сторона передних крыльев светлая с расположенными рядами чёрных пятен у края крыла. Голова с голыми глазами (без волосков). Усики с веретеновидной булавой. Центральные ячейки верхних и нижних крыльев замкнуты. Жилка R1 не ветвится; жилки R2 и R3 сливаются в одну, R4 и R5 имеют общий ствол. К костальному краю переднего крыла выходят все пять жилок (или R5 выходит почти на вершину).

## Ареал
Вид распространён в южной Греции, Малой Азии, Армении, Ираке и Иране.

## Биология
Время лёта с июля до августа. Зимуют гусеницы на кормовом растении. Кормовое растение гусениц акантолимоны (Acantholimon spp.).